# Districte de Boane
El districte de Boane és un districte de Moçambic, situat a la província de Maputo. Té una superfície de 820 kilòmetres quadrats. En 2007 comptava amb una població de 102.457 habitants. Limita al nord amb el districte de Moamba, a l'oest i sud-oest amb el districte de Namaacha, al sud i sud-est amb el districte de Matutuíne i a l'est amb el municipi de Matola.

## Divisió administrativa
El districte està dividit en dos postos administrativos (Boane i Matola-Rio), compostos per les següents localitats:
- Posto Administrativo de Boane:
  - Vila de Boane
  - Eduardo Mondlane
  - Gueguegue
- Posto Administrativo de Matola-Rio:
  - Matola-Rio Sede